# Diary of a Madman (album)
Diary of a Madman là album phòng thu solo thứ hai của giọng ca heavy metal người Anh Ozzy Osbourne. Album được phát hành vào tháng 10 năm 1981 và được tái bản trên CD vào ngày 22 tháng 8 năm 1995. Đây là album phòng thu Osbourne cuối cùng có sự góp mặt của nghệ sĩ guitar Randy Rhoads và tay trống Lee Kerslake. Một bản đĩa chỉnh sửa đã xuất hiện vào năm 2002 với phần trống và bass gốc bị xóa và thu âm lại. Năm 2011, phiên bản kỷ niệm 30 năm ra đời album đã được phát hành với tất cả các phần ghi gốc được khôi phục. Tính đến nay, album đã bán được hơn 3 triệu bản trên toàn thế giới.

## Sáng tác và thu âm

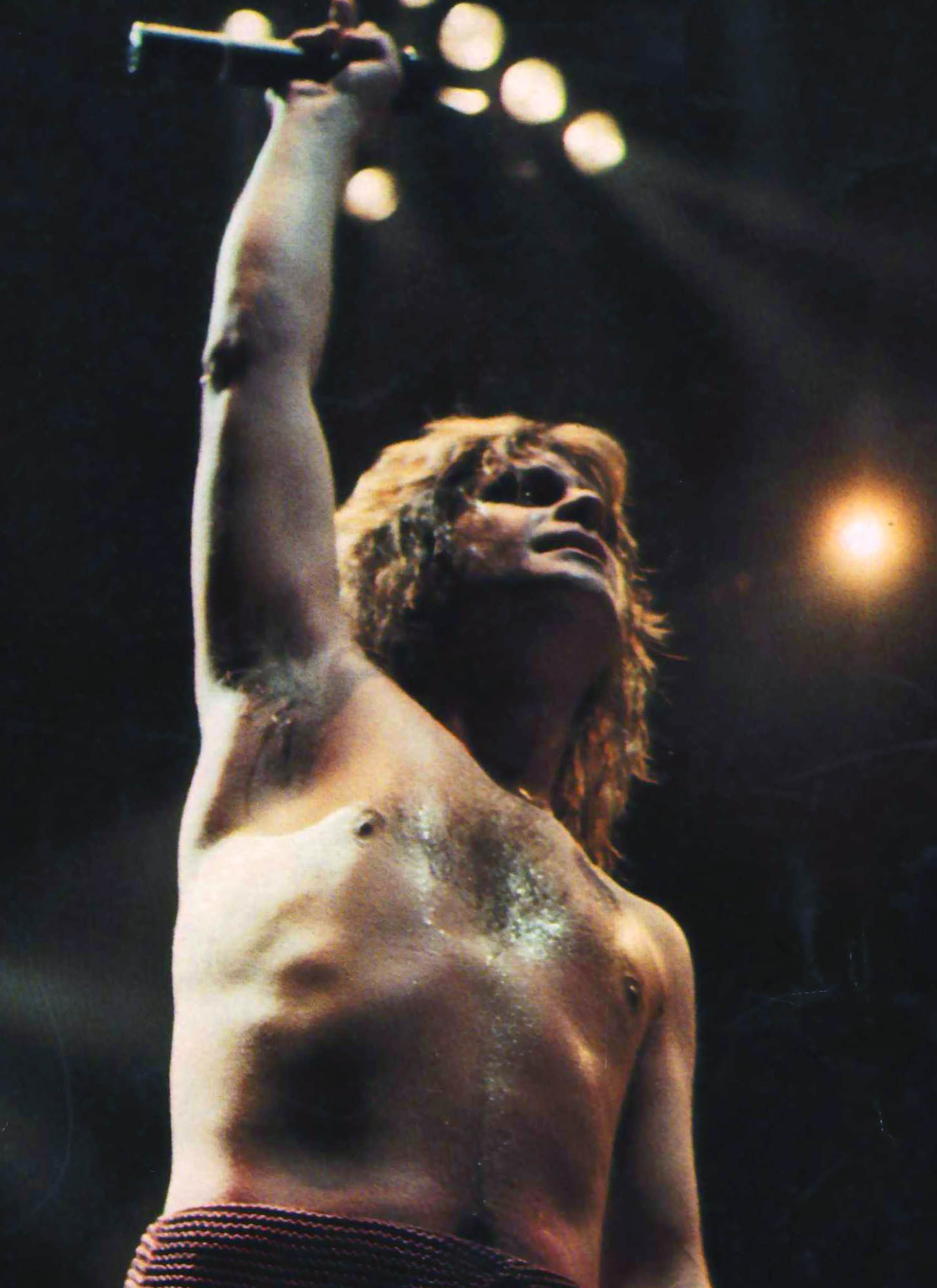
Osbourne biểu diễn trong chuyến lưu diễn Diary of a Madman, 1982

Diary of a Madman là album cuối cùng được thu âm với cố nghệ sĩ guitar Randy Rhoads. Mặc dù tay bass Rudy Sarzo và tay trống Tommy Aldridge được ghi công trong các dòng ghi chú và bìa trong của đĩa cassette và vinyl tại Mỹ, bên cạnh các đĩa CD tái bản sau này, nhưng chính tay bass Bob Daisley và tay trống Lee Kerslake mới là người thực hiện tất cả các phần bass và trống trên bản phát hành gốc. Aldridge nói về album, "Tôi thấy khá rõ đó không phải là phần đánh trống của tôi trong album đấy. Tôi chưa bao giờ được ghi công cho đĩa nhạc ấy và luôn trao quyền cho Lee Kerslake, bất cứ khi nào được hỏi hoặc phỏng vấn, phần ghi công mà anh ấy xứng đáng có được."
Daisley đã có những đóng góp đáng kể cho quá trình sáng tác của album, ông là tác giả một chút phần nhạc và đa số phần lời. Kerslake tuyên bố cũng góp một tay sáng tác album, thậm chí còn thể hiện giọng hát chính trong một vài đĩa dem gốc. "'Flying High Again' là một trong những ý tưởng của tôi, 'Over the Mountain' là một ý tưởng nữa. Những bài nhạc (demo) cơ bản chỉ là lời của Bob, giọng của tôi—mặc dù có một chút lời do tôi viết—và Randy biểu diễn. Điều đó không đúng. Và rồi chúng tôi mời Don Airey đến và chơi đàn keyboard", anh chia sẻ vào năm 2009. Kerslake nói rằng anh ấy đã sử dụng một cây đàn piano trong phòng thu để viết nhiều bài hát với nghệ sĩ guitar Randy Rhoads. Daisley và Kerslake không được ghi công cho những đóng góp về màn trình diễn hoặc sáng tác của họ, tình huống dẫn đến một vụ kiện sau này.
Mặc dù Don Airey được ghi công là người chơi keyboard trong album, nhưng trên thực tế, một nhạc công tên là Johnny Cook (người đã từng làm việc với Daisley trong Mungo Jerry vào những năm 1970) mới là người thực sự thu âm các phần chơi keyboard. Lúc bấy giờ, Airey đang đi lưu diễn với tư cách là thành viên của Rainbow và do đó vắng mặt.

## Đón nhận
| Đánh giá chuyên môn           | Đánh giá chuyên môn |
| Nguồn đánh giá                | Nguồn đánh giá      |
| Nguồn                         | Đánh giá            |
| ----------------------------- | ------------------- |
| AllMusic                      | [ 8 ]               |
| Martin Popoff                 | [ 9 ]               |
| Rolling Stone                 | [ 10 ]              |
| Encyclopedia of Popular Music | [ 11 ]              |
| MusicHound Rock               | 3,5/5               |

Album được đón nhận nhìn chung là tích cực. Đặc biệt, phần chơi guitar neo-classical của Randy Rhoads đã nhận được nhiều lời khen ngợi. Steve Huey của AllMusic nhận xét rằng "không có gì lạ khi tìm thấy những người hâm mộ thích Diary hơn Blizzard, vì nó tạo ra một giai điệu thậm chí còn huyền bí, kỳ quái hơn và vì lối chơi của Rhoads đang tiến lên một cấp độ cao hơn". BBC Music nhận xét album là "một đĩa nhạc classic rock về mọi mặt", "được huyền thoại nhạc rock, 'thánh rìu' Randy Rhoads nâng lên một cách khác thường". Nhà báo người Canada Martin Popoff nhận định Diary of a Madman là "một nhạc phẩm kinh điển trường tồn được xem là màn trổ tài xuất chúng cho Randy Rhoads."
Mặc dù ngày nay album được đánh giá khá cao, nhưng các bài đánh giá về bản album phát hành năm 1981 thường kém nhiệt tình hơn. Ví dụ, JD Considine của Rolling Stone nhận xét về bản phát hành gốc của album rằng "các bài hát ở đây ít những khúc riff hơn với tôn phần hát vút lên trên" và gọi Rhoads là "một Eddie Van Halen hạng thấp - hối hả với những nhát chặt nhưng hơi thiếu trí tưởng tượng". Tuy nhiên, tạp chí đã thay đổi cách nghĩ và sau đó xếp album ở vị trí thứ 15 trong danh sách "100 album nhạc metal hay nhất mọi thời đại" vào năm 2017.

## Danh sách bài hát

### Đĩa phát hành gốc
Tất cả các bài hát của Ozzy Osbourne, Randy Rhoads, Bob Daisley và Lee Kerslake, trừ nơi ghi chú.
| Mặt một | Mặt một                        | Mặt một                 | Mặt một    |
| STT     | Nhan đề                        | Sáng tác                | Thời lượng |
| ------- | ------------------------------ | ----------------------- | ---------- |
| 1.      | "Over the Mountain"            |                         | 4:31       |
| 2.      | "Flying High Again"            |                         | 4:43       |
| 3.      | "You Can't Kill Rock and Roll" | Osbourne Rhoads Daisley | 6:58       |
| 4.      | "Believer"                     | Osbourne Rhoads Daisley | 5:17       |

| Mặt hai          | Mặt hai             | Mặt hai    |
| STT              | Nhan đề             | Thời lượng |
| ---------------- | ------------------- | ---------- |
| 1.               | "Little Dolls"      | 5:39       |
| 2.               | "Tonight"           | 5:50       |
| 3.               | "S.A.T.O."          | 4:06       |
| 4.               | "Diary of a Madman" | 6:15       |
| Tổng thời lượng: | Tổng thời lượng:    | 43:19      |

### Bản đặc biệt (2011)
Tất cả các bài hát được thu trực tiếp trong chặng thứ hai của Blizzard of Ozz Tour.
| Đĩa 2 'bản kỷ niệm đặc biệt 30 năm' (2011) | Đĩa 2 'bản kỷ niệm đặc biệt 30 năm' (2011) | Đĩa 2 'bản kỷ niệm đặc biệt 30 năm' (2011)  | Đĩa 2 'bản kỷ niệm đặc biệt 30 năm' (2011)                  | Đĩa 2 'bản kỷ niệm đặc biệt 30 năm' (2011) |
| STT                                        | Nhan đề                                    | Sáng tác                                    | Thu âm tại                                                  | Thời lượng                                 |
| ------------------------------------------ | ------------------------------------------ | ------------------------------------------- | ----------------------------------------------------------- | ------------------------------------------ |
| 1.                                         | "I Don't Know"                             | Osbourne Rhoads Daisley                     |                                                             | 4:50                                       |
| 2.                                         | "Crazy Train"                              | Osbourne Rhoads Daisley                     |                                                             | 5:26                                       |
| 3.                                         | "Believer"                                 | Osbourne Rhoads Daisley                     |                                                             | 5:37                                       |
| 4.                                         | "Mr Crowley"                               | Osbourne Rhoads Daisley                     |                                                             | 6:32                                       |
| 5.                                         | "Flying High Again"                        | Osbourne Rhoads Daisley Kerslake            | St. Denis Theatre, Montreal, Quebec, 28 tháng 7 năm 1981    | 4:17                                       |
| 6.                                         | "Revelation (Mother Earth)"                | Osbourne Rhoads Daisley                     |                                                             | 5:58                                       |
| 7.                                         | "Steal Away (The Night)"                   | Osbourne Rhoads Daisley                     |                                                             | 8:00                                       |
| 8.                                         | "Suicide Solution"                         | Osbourne Rhoads Daisley                     | Palladium, thành phố New York, New York, 2 tháng 5 năm 1981 | 7:30                                       |
| 9.                                         | "Iron Man"                                 | Osbourne Tony Iommi Geezer Butler Bill Ward |                                                             | 4:09                                       |
| 10.                                        | "Children of the Grave"                    | Osbourne Iommi Butler Ward                  |                                                             | 5:42                                       |
| 11.                                        | "Paranoid"                                 | Osbourne Iommi Butler Ward                  |                                                             | 3:23                                       |

### Vinyl 'Ozzy Live' 180g
| Mặt A | Mặt A          | Mặt A                   | Mặt A      |
| STT   | Nhan đề        | Sáng tác                | Thời lượng |
| ----- | -------------- | ----------------------- | ---------- |
| 1.    | "I Don't Know" | Osbourne Rhoads Daisley | 4:50       |
| 2.    | "Crazy Train"  | Osbourne Rhoads Daisley | 5:26       |
| 3.    | "Believer"     | Osbourne Rhoads Daisley | 5:37       |
| 4.    | "Mr. Crowley"  | Osbourne Rhoads Daisley | 6:32       |

| Mặt B | Mặt B                       | Mặt B                            | Mặt B      |
| STT   | Nhan đề                     | Sáng tác                         | Thời lượng |
| ----- | --------------------------- | -------------------------------- | ---------- |
| 5.    | "Flying High Again"         | Osbourne Rhoads Daisley Kerslake | 4:17       |
| 6.    | "Revelation (Mother Earth)" | Osbourne Rhoads Daisley          | 5:58       |
| 7.    | "Steal Away (The Night)"    | Osbourne Rhoads Daisley          | 8:00       |

| Mặt C | Mặt C                   | Mặt C                      | Mặt C      |
| STT   | Nhan đề                 | Sáng tác                   | Thời lượng |
| ----- | ----------------------- | -------------------------- | ---------- |
| 8.    | "Suicide Solution"      | Osbourne Rhoads Daisley    | 7:30       |
| 9.    | "Iron Man"              | Butler Iommi Osbourne Ward | 4:09       |
| 10.   | "Children of the Grave" | Butler Iommi Osbourne Ward | 5:42       |
| 11.   | "Paranoid"              | Butler Iommi Osbourne Ward | 3:23       |

| Mặt D | Mặt D                                                   | Mặt D                   | Mặt D      |
| STT   | Nhan đề                                                 | Sáng tác                | Thời lượng |
| ----- | ------------------------------------------------------- | ----------------------- | ---------- |
| 12.   | "Goodbye to Romance (trộn âm giọng hát và guitar 2010)" | Osbourne Rhoads Daisley | 5:42       |
| 13.   | "RR (lấy từ các buổi ghi nháp "Blizzard of Ozz")"       | Rhoads                  | 1:13       |

## Nhân sự
- Ozzy Osbourne – hát chính và hát bè, sản xuất
- Randy Rhoads – guitar, sản xuất
- Bob Daisley – bass (chưa được ghi công)[16]
- Lee Kerslake – trống, bộ gõ (chưa được ghi công)[16]

Nhân sự bổ sung
- Don Airey – keyboard (ghi công trên bản phát hành gốc nhưng không xuất hiện)
- Lindsay Bridgwater – chỉ có keyboard trên đĩa tái phát hành năm 2011[16]
- Johnny Cook – keyboard (chưa được ghi công)
- Louis Clark – chuyển soạn đàn dây trong "Diary of a Madman"
- Robert Trujillo – phần bass trong đĩa tái phát hành năm 2002
- Mike Bordin – phần trống trong đĩa tái phát hành năm 2002
- Rudy Sarzo – được ghi công trên bản phát hành gốc nhưng không xuất hiện; phần bass trên đĩa live của đĩa tái bản năm 2011
- Tommy Aldridge – được ghi công trên bản phát hành gốc nhưng không xuất hiện; phần trống trên đĩa live của đĩa tái bản năm 2011[17]

Sản xuất
- Max Norman – nhà sản xuất, kỹ thuật viên[18]
- George Marino – xử lý hậu kỳ
- Brian Lee với Bob Ludwig – tái hậu kỳ (tái bản năm 1995)

## Xếp hạng
| Xếp hạng (1981-1982)        | Vị trí cao nhất |
| --------------------------- | --------------- |
| Canada Top Albums/CDs (RPM) | 17              |
| Album Anh Quốc (OCC)        | 14              |
| Album Hoa Kỳ Billboard 200  | 16              |

| Xếp hạng (1986)          | Vị trí cao nhất |
| ------------------------ | --------------- |
| Album New Zealand (RMNZ) | 42              |

| Năm  | Đĩa đơn                        | Xếp hạng                | Vị trí |
| ---- | ------------------------------ | ----------------------- | ------ |
| 1982 | "Flying High Again"            | Mainstream Rock (Mỹ)    | 2      |
| 1982 | "Flying High Again"            | RPM100 Singles (Canada) | 33     |
| 1982 | "Over the Mountain"            | Mainstream Rock (Mỹ)    | 38     |
| 1982 | "You Can't Kill Rock and Roll" | Mainstream Rock (Mỹ)    | 41     |

## Chứng nhận
| Quốc gia                                  | Chứng nhận  | Số đơn vị/doanh số chứng nhận |
| ----------------------------------------- | ----------- | ----------------------------- |
| Canada (Music Canada)                     | Bạch kim    | 100.000^                      |
| Hoa Kỳ (RIAA)                             | 3× Bạch kim | 3.000.000^                    |
| ^ Chứng nhận dựa theo doanh số nhập hàng. |             |                               |